# إسكندر بيك منشي
إسكندر بيك منشي (بالفارسية: اسکندر بیگ منشي؛ 1561/62 – 1633/34) كاتب ومؤرخ إيراني، وهو معروف بشكل أساسي بكتابه التاريخي نظرة العباسي للعالم، والذي يركز على تاريخ الصفويين المبكر، وخاصة عهد الشاه عباس الأول (حكم من 1588 إلى 1629).

## حياته
وُلِد إسكندر بيك في عام 1561 أو 1562. وكان ينتمي إلى عشيرة تركمانية [الإنجليزية] كانت جزءًا من قبيلة قزلباش، وهي جماعة شيعية ساعدت الصفويين في تأسيس حكمهم. وعلى الرغم من أن إسكندر بيك جاء من عائلة قزلباش وكان تابعًا للنخبة العسكرية للصفويين، فقد انضم هو وشقيقه الأكبر فرج بيك إلى البيروقراطية بدلًا من ذلك. عمل إسكندر بيك كاتبًا تلميذًا لميرزا عطا الله أصفهاني [الإنجليزية] أثناء حكم الشاه طهماسب الأول (حكم من 1524 إلى 1576).
توفي إسكندر بيك في عام 1633 أو 1634.

## أعماله
يُعتبر كتاب نظرة العباسي للعالم لإسكندر بيك أهم قطعة من التأريخ الإيراني الذي كُتب عن إيران الصفوية. تأثر الكتاب بكتاب أكبر لأبي الفضل بن مبارك (توفي عام 1602).